# Ruisseau de la Reyre
 (novembre 2018).
Si vous disposez d'ouvrages ou d'articles de référence ou si vous connaissez des sites web de qualité traitant du thème abordé ici, merci de compléter l'article en donnant les références utiles à sa vérifiabilité et en les liant à la section « Notes et références ».
Le ruisseau de la Reyre est un ruisseau de 3 km qui prend sa source dans la commune de Le Grès et qui se jette dans le ruisseau de Saint-Pierre, le confluent se trouvant à Launac (à la limite avec Thil).